# 西利亚
西利亚，是西班牙巴伦西亚自治区巴伦西亚省的一个市镇。总面积25平方公里，总人口16208人（2001年），人口密度648人/平方公里。